# Jim Morrison
James Douglas Morrison, mais conhecido como Jim Morrison (Melbourne, 8 de dezembro de 1943 – Paris, 3 de julho de 1971), foi um cantor, compositor e poeta norte-americano, mais conhecido como o vocalista da banda de rock The Doors. Após aumento explosivo da fama do The Doors em 1967, Morrison — autor da maior parte das letras da banda — desenvolveu uma grave dependência de álcool que juntamente com o consumo de outros tipos de drogas culminou na sua morte aos 27 anos de idade em Paris. Alguns dizem que morreu devido a uma overdose de heroína, mas como não foi realizada uma autópsia, a causa exata de sua morte ainda é contestada.
Morrison era conhecido por muitas vezes por sua Spoken word e poesias improvisadas enquanto a banda tocava ao vivo. Devido a suas performances e sua personalidade selvagem, ele é considerado por críticos e fãs como um dos vocalistas mais icônicos, carismático e pioneiro do rock da história da música. Morrison foi classificado na 47° posição na lista da revista Rolling Stone dos "100 Maiores Cantores de Todos os Tempos", e em 22° lugar na lista da revista Classic Rock dos "50 maiores cantores de rock".

## Primeiros anos
Jim Morrison era filho do almirante George Stephen Morrison e sua mulher Clara Clark Morrison, ambos funcionários da marinha americana. Seus pais eram conservadores e rigorosos, todavia Jim acabou por tomar para si pontos de vista completamente antagônicos aos que lhe foram ensinados. Ainda jovem, foi escoteiro.
De acordo com Morrison, um dos eventos mais importantes da sua vida aconteceu em 1947, então com quatro anos, durante uma viagem de família ao Novo México, que ele assim descreveu:
| “ | A primeira vez que descobri a morte… eu, os meus pais e os meus avós, íamos de automóvel no meio do deserto ao amanhecer. Um caminhão carregado de índios, tinha chocado com outra viatura e havia índios espalhados por toda a auto-estrada, sangrando. Eu era apenas uma criança e fui obrigado a ficar dentro do automóvel enquanto os meus pais foram ver o que se passava. Não consegui ver nada – para mim era apenas tinta vermelha esquisita e pessoas deitadas no chão, mas sentia que alguma coisa se tinha passado, porque conseguia perceber a vibração das pessoas à minha volta, então de repente apercebi-me que elas não sabiam mais do que eu sobre o que tinha acontecido. Esta foi a primeira vez que senti medo… e eu penso que nessa altura as almas daqueles índios mortos – talvez de um ou dois deles – andavam a correr e aos pulos e vieram parar à minha alma, e eu, apenas como uma esponja, ali sentado a absorvê-las. | ” |

Os pais de Morrison afirmaram que tal incidente nunca ocorreu. Morrison dizia que ele ficara tão perturbado pelo caso que os seus pais lhe diziam que tinha sido um pesadelo, para o acalmar. Em qualquer caso, tenha sido real ou imaginário, o incidente marcou-o profundamente, e ele fez repetidas referências nas suas canções, poemas e entrevistas, como por exemplo nas músicas "Peace Frog" e "Ghost Song".
Jim cresceu em locais como Alexandria, Virginia; Clearwater, Flórida; Washington D.C.; Albuquerque, Novo México; Claremont e Alameda, Califórnia; e em mais dois ou três sítios, devido à profissão do pai.
Ele foi influenciado por alguns filósofos, cujas opiniões sobre a estética, moralidade e dualidade apolíneo e dionisíaco iria aparecer em sua conversa, poesia e canções. Ele leu as obras do francês simbolista poeta Arthur Rimbaud, cujo estilo influenciaria mais tarde a forma de pequenos poemas em prosa. Quando Morrison atingiu os 15 anos, a família mudou-se para Washington, onde ficaram 3 anos enquanto Jim frequentou George Washington High School. Testes aplicados nesta escola mostraram um Q.I de 149. Apesar da poesia já fazer parte da sua vida, a partir deste ponto ele começou a levá-la bem a sério (escreveu Horse Latitudes durante este período) escrevendo sem parar em diários e cadernos. Ele graduou-se na George Washington High School em 1961, apesar dos pais o acharem preguiçoso.
Seus pais o matricularam na St. Petersburg Junior College na Flórida, e mandaram para passar um ano a viver em Clearwater, Florida com os avós. Jim depressa aprendeu que ficar bêbado e perseguir a vida boémia deixava os avós bastante chateados, por isso ele fazia ambas as coisas. Quando o ano passou, Jim começou as aulas na Florida State University: "apenas porque não conseguia pensar em nada mais para fazer". Estudou, entre outras coisas, filosofia e psicologia da multidão, nas quais sem dúvida aprendeu alguns truques que usaria mais tarde quando à frente do The Doors. Mas ele queria desistir, para estudar cinema em UCLA.
Não conseguindo persuadir os pais a aceitarem, matriculou-se em tantas aulas relacionadas com o teatro quanto possível. Ele ainda estava determinado a chegar a UCLA. E conseguiu em 1964, depois de ter finalmente a permissão dos pais (apesar de ter mais de 18 anos, presumivelmente necessitava de assistência financeira). No departamento de artes teatrais de UCLA, Jim especializou-se em técnicas de filme.  Jim graduou-se na UCLA no verão de 1965. Ele nem se incomodou em ir à cerimónia de graduação. Já tinha ido embora, exprimido raiva durante uns dias depois da primeira e única passagem do seu filme de fim de ano ter atraído comentários bastante negativos tanto de professores como de estudantes Jim cortou todas as comunicações com a família, chegando mesmo a queimar cheques que lhe mandavam.

## The Doors

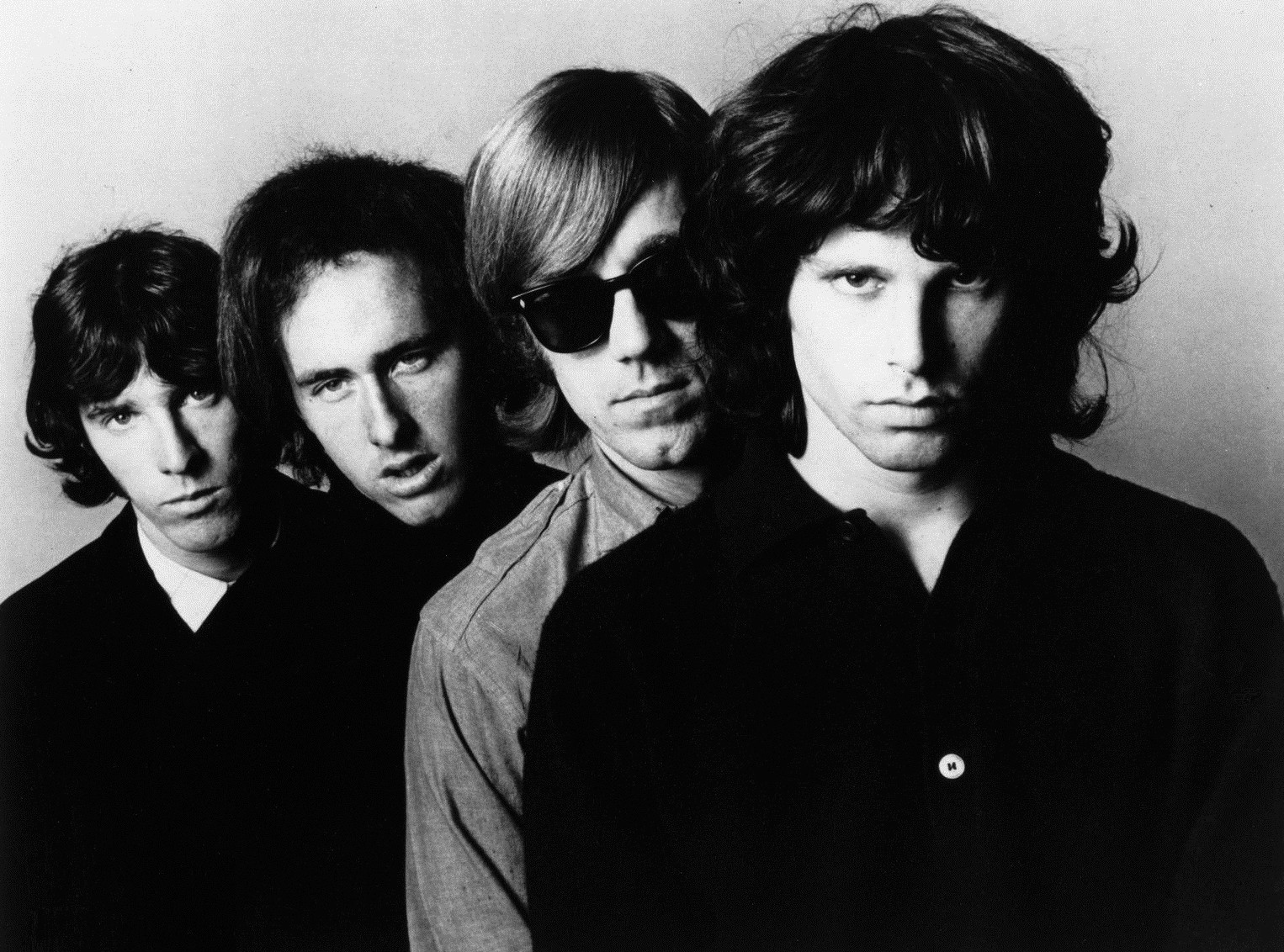
Fotografia promocional da banda The Doors, em 1966

Morrison tornou-se um descobridor, interessado em explorar novos caminhos e sensações diferentes, e seguiu uma vida boémia na Califórnia, frequentou a Universidade da Califórnia em Los Angeles (UCLA), formando-se no curso de cinema, deambulando por lá, dormindo em sofás telhados, andou por Venice, Los Angeles, devorando livros. Após a graduação pela UCLA, Morrison, após um encontro casual com o seu antigo colega Ray Manzarek, leu-lhe alguns poemas (entre os quais o famoso "Moonlight Drive"), e ambos decidiram na hora fazer uma banda de rock. Para completar a banda vieram mais dois membros juntar-se a eles, Robby Krieger e John Densmore, que Ray conhecia das suas aulas de meditação. O nome da banda – The Doors - foi inspirado no livro The Doors of Perception de Aldous Huxley, que o tinha ido buscar a um verso de um poema de William Blake, que dizia: If the doors of perception were cleansed, every thing would appear to man as it is, infinite. (Se as portas da percepção estiverem limpas / Todas as coisas se apresentarão ao homem como são, infinitas) - The Marriage of Heaven and Hell. Morrison desenvolveu um estilo de cantar único e um estilo de poesia a tocar fortemente no misticismo.

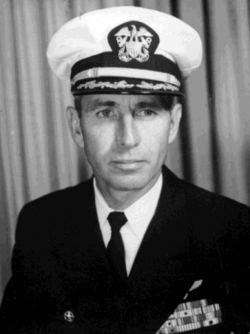
Almirante George, pai de Jim

Morrison adoptou a alcunha de "Mr. Mojo Risin'", um anagrama de "Jim Morrison" e que ele usou como refrão na música "L.A. Woman" no álbum com o mesmo nome e o último que gravou. Era também chamado de Lizard King retirado de um verso do seu famoso épico "Celebration of the Lizard", parte do qual foi gravado no álbum Waiting for the Sun, adaptado a musical nos anos 1990.
Ainda antes da formação dos Doors, Morrison começou a consumir várias drogas, a beber álcool em grandes quantidades e a entregar-se a diversos prazeres, aparecendo embriagado para as sessões de gravação (podendo ouvir-se soluços em "Five to One").
Apesar de nunca se ter sentido próximo da sua família, Morrison protegia os seus companheiros de banda. Aparentemente, uma vez disse a Ray Manzarek que nunca se sentia confortável num encontro social a não ser que ele ou outro membro do grupo estivesse com ele. Morrison recusou algumas oportunidades de carreira a solo.
Em março de 1971, após todos os membros da banda terem decidido parar por algum tempo, Morrison mudou-se para Paris na companhia da sua namorada de sempre, Pamela Courson, com o propósito de se concentrar na escrita.
Jim Morrison era um barítono e tinha um timbre de voz bonito e encorpado. Ele tinha bons graves e chegava a altos agudos. Sua extensão em estúdio é G2-B4.

## Solo: poesia e cinema
Morrison começou a escrever em sua adolescência. Na faculdade, ele estudou os campos relacionados do teatro e cinema.
Ele publicou independentemente dois volumes de sua poesia, em 1969, The Lords / Notes on Vision e The New Creatures. The Lords consiste em breves descrições de lugares, pessoas, eventos e pensamentos de Morrison sobre o cinema. Os versos de The New Creatures são mais poéticos em estrutura, sentimento e aparência. Esses dois livros foram depois combinados em um único volume intitulado The Lords and The New Creatures. Esses foram os únicos escritos publicados durante a vida de Morrison.

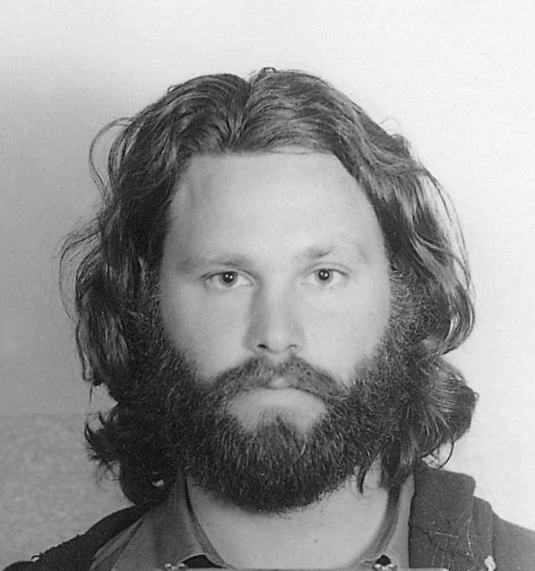
Jim Morrison em 1970

Morrison ajudou o poeta beat Michael McClure, que escreveu para a biografia de Morrison por Danny Sugerman, No One Here Gets Out Alive. McClure e Morrison colaboraram em projetos de filme, incluindo uma versão da peça infame de McClure The Beard, na qual Morrison teria atuado como Billy the Kid.
Depois de sua morte, dois volumes da poesia de Morrison foram publicados. O conteúdo dos livros foi selecionado e corganizado pelo amigo de Morrison Frank Lisciandro, e pelos pais da namorada Pamela Courson, que possuíam os direitos de sua poesia. The Lost Writings of Jim Morrison Volume 1 é intitulado Wilderness, e, depois de ser lançamento em 1988, tornou-se um best-seller na pesquisa do jornal New York Times. O volume 2, The American Night, lançado em 1990, foi também um sucesso.

Morrison gravou sua própria poesia em um estúdio profissional de som em duas separadas ocasiões. A primeira foi em março de 1969, em Los Angeles, e a segunda ocorreu em 8 de dezembro de 1970. A última sessão foi assistida por amigos pessoais de Morrison e incluiu uma gama de peças esboçadas. Alguns dos segmentos da sessão de 1969 foram lançados no álbum bootleg The Lost Paris Tapes e foram posteriormente utilizadas como parte do álbum do The Doors An American Prayer, lançado em 1978. O álbum alcançou o número 54 em listas de música. A poesia gravada em dezembro de 1970 permanece não lançada até hoje e é posse da família Courson. O mais conhecido mas raramente visto empenho cinematográfico de Morrison é HWY: An American Pastoral, um projeto que ele começou em 1969. Morrison financiou-o e formou sua própria companhia de produção para manter controle completo do projeto. Paul Ferrara, Frank Lisciandro e Babe Hill ajudaram na inciativa. Morrison interpretou o personagem principal, um mochileiro tornado matador/ladrão de carros. Morrison convidou seu amigo, o compositor e pianista Fred Myrow, para selecionar a trilha sonora para o filme.

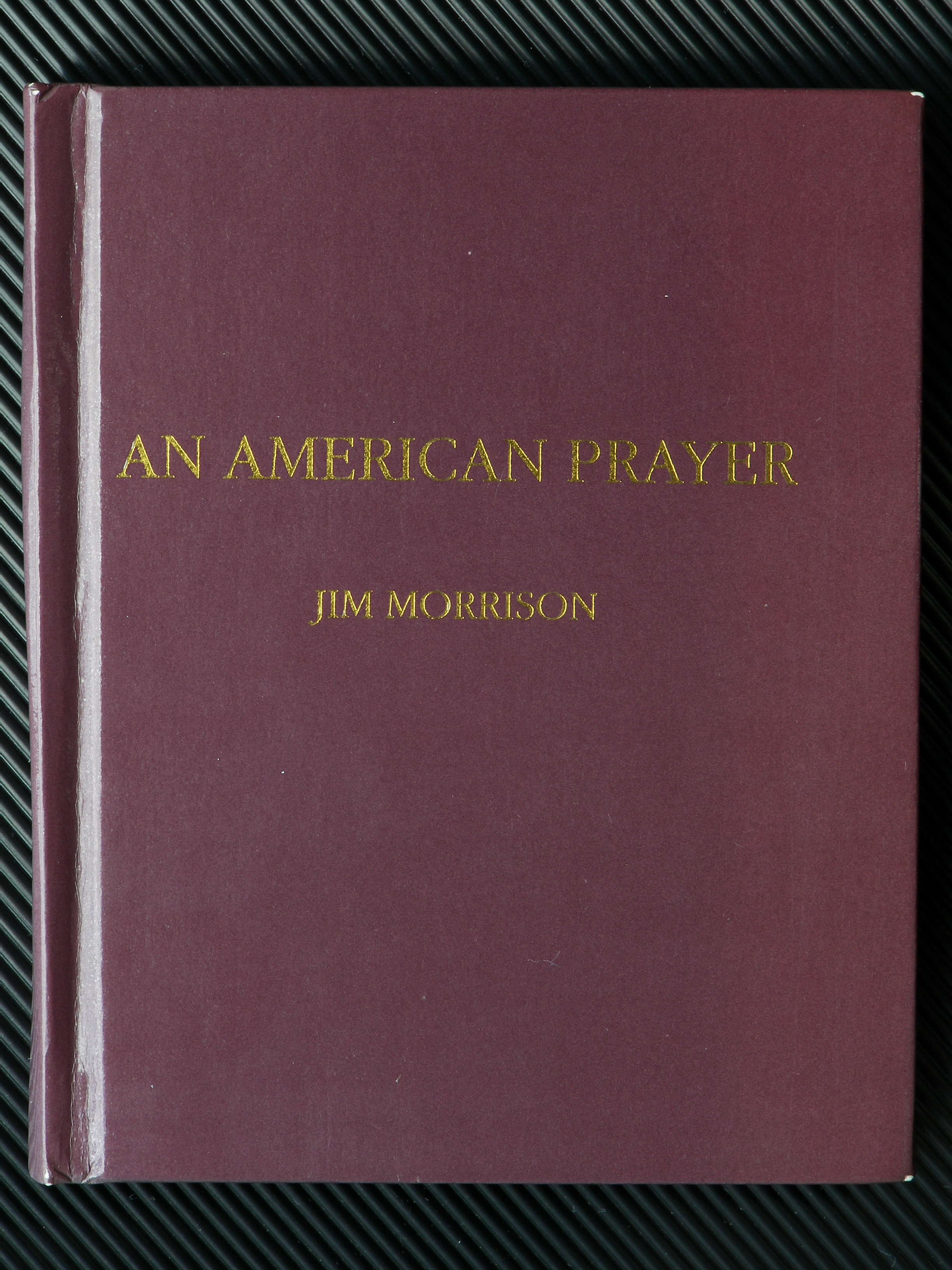

## Morte

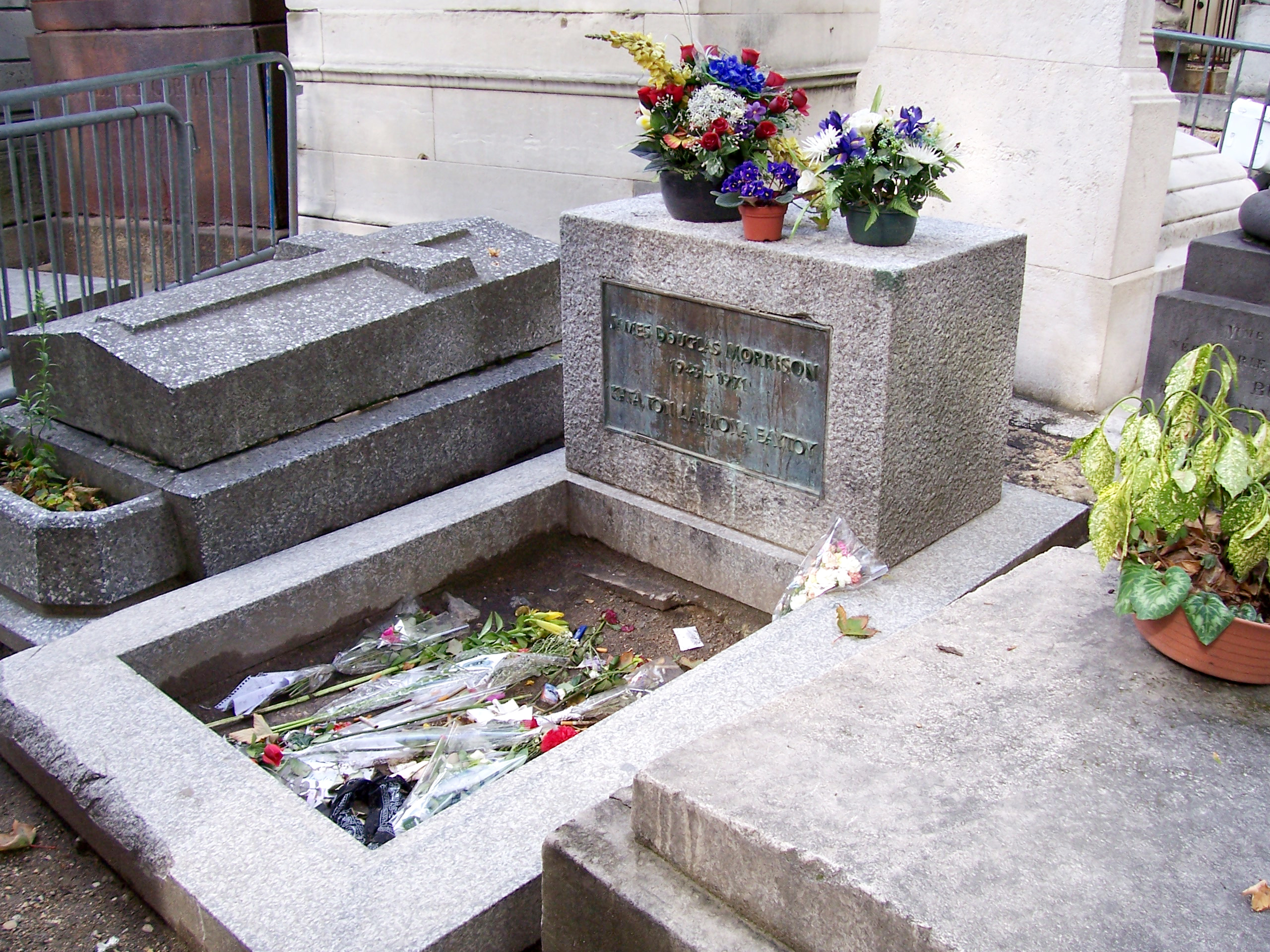
Túmulo de Jim Morrison no Cemitério do Père-Lachaise

Jim Morrison morreu em Paris, no dia 3 de julho de 1971, na banheira de seu apartamento, aos 27 anos de idade. Em sua lápide está escrito: "Kata Ton Daimona Eaytoy". Muitos fãs e biógrafos especularam sobre a causa da morte, se teria sido por overdose, pois embora Jim não fosse conhecido por consumir heroína, Pamela Courson, sua namorada, fazia-o (tanto que esta morreu de overdose em 1974, também com 27 anos). É sabido que nesse verão correu para Paris à procura de heroína de uma pureza invulgar. O relatório oficial diz que foi "ataque cardíaco" a causa da sua morte. Não foi realizada uma autópsia, pois na altura tal procedimento não era obrigatório.
Está sepultado no famoso cemitério do Père-Lachaise em Paris. Devido a atos de vandalismo de alguns fãs, por diversas vezes a associação de amigos do cemitério sugeriu que o corpo fosse transferido para outra necrópole.
Em 1981, o escultor croata Mladen Mikulin, voluntariamente — com a aprovação dos curadores do cemitério — colocou um busto de mármore da sua autoria para comemorar o décimo aniversário da morte do cantor. Este busto, roubado em 1988, foi encontrado em 19 de maio de 2025 pela polícia de Paris enquanto investigava outro caso.
Em abril de 2010, foi lançado o documentário When You're Strange de Tom DiCillo, que conta a história do The Doors. O documentário é narrado pelo ator Johnny Depp.

## Filme sobre The Doors
The Doors (1991), o filme dirigido por Oliver Stone, estrelando Val Kilmer como Morrison e com aparições de Krieger e Densmore. A atuação de Kilmer foi elogiada por alguns críticos. Ray Manzarek, tecladista do The Doors, criticou duramente a forma como Morrison foi retratado no filme e notou que vários eventos do filme são puramente fictícios. David Crosby escreveu e gravou uma música sobre o filme com as seguintes letras: "Eu assisti ao filme – e não foi assim".

## Discografia

### The Doors
- The Doors (1967)
- Strange Days (1967)
- Waiting for the Sun (1968)
- The Soft Parade (1969)
- Morrison Hotel (1970)
- L.A. Woman (1971)
- An American Prayer (1978)

## Filmografia

### Filmes de Morrison
- HWY: An American Pastoral

### Documentários com Morrison
- The Doors Are Open (1968)
- Live in Europe (1968)
- Live at the Hollywood Bowl (1968)
- Feast of Friends (1970)
- The Doors: A Tribute to Jim Morrison (1981)
- The Doors: Dance on Fire (1985)
- The Soft Parade, a Retrospective (1991)
- The Doors: No One Here Gets Out Alive (2001)
- Final 24: Jim Morrison (2007), The Biography Channel[15]
- When You're Strange (2009), Won the Grammy Award for Best Long Form Video in 2011.
- Rock Poet: Jim Morrison (2010)[16]
- Morrison's Mustang – A Vision Quest to Find The Blue Lady (2011, in production)
- Mr. Mojo Risin': The Story of L.A. Woman (2011)
- The Doors Live at the Bowl '68 (2012)
- The Doors: R-Evolution (2013)
- Feast of Friends (2014)
- Danny Says (2016)
- Live at the Isle of Wight Festival 1970 (2018)